# Waldensberg
Die ehemals selbständige Gemeinde Waldensberg ist heute, neben Wittgenborn und Leisenwald, einer der drei am Rande der Hochebene der Spielberger Platte liegenden Ortsteile der Stadt Wächtersbach im hessischen Main-Kinzig-Kreises. Hinzu kommen die Taldörfer Aufenau, Hesseldorf, Neudorf und Weilers.

## Geografie

### Geografische Lage
Das Dorf liegt am südlichen Rand des Vogelsberges und am nordöstlichen Rand des Büdinger Waldes 9,2 km nordwestlich von Wächtersbach, und gemeinsam mit zwei weiteren Stadtteilen Wächtersbachs Wittgenborn und Leisenwald auf der Spielberger Platte. Eine der wenigen, kleinen Erhebungen ist der am südlichen Rand des Ortes gelegene Arnoldsberg mit 393 m ü. NHN. In seiner Umgebung liegen die ehemaligen Braunkohleaufschlüsse der Gruben Hedwig, Ida-Elisabeth und Maria.

### Nachbargemeinden
Durch den Ort verläuft die Landesstraße 3194, die den Ortsteil nördlich über Leisenwald mit der Nachbargemeinde Kefenrod, und südlich über Wittgenborn mit der Kernstadt Wächtersbach verbindet.
| Rinderbügen | Leisenwald                                  | Streitberg  |
| Büdingen    | Kompassrose, die auf Nachbargemeinden zeigt | Brachttal   |
| Breitenborn |                                             | Wittgenborn |

## Geschichte

### Gründung des Dorfes durch Waldenser

#### Vertreibung und Ankunft der Waldenser

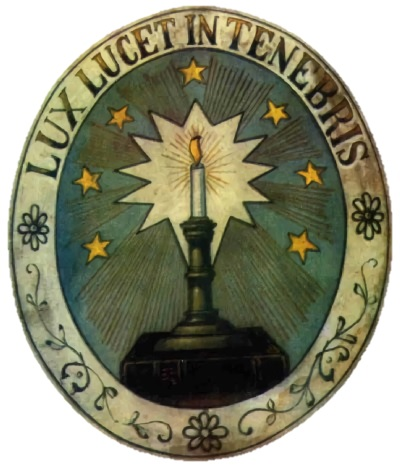
Das Wappen der Waldenser: Leuchter mit Umschrift Lux lucet in tenebris „Das Licht leuchtet in der Finsternis“

Der Name Waldensberg geht auf Waldenser zurück, eine protestantische Glaubensrichtung, die in Frankreich, insbesondere unter König Ludwig XIV., stark verfolgt wurde. Ende des 17. Jahrhunderts erreichte die Verfolgung auch das damals französische Piemont und die dort siedelnden Waldenser. Die Aufhebung des Ediktes von Nantes 1685 leitete die Verfolgung der Hugenotten in ganz Frankreich ein. Schon unmittelbar danach fand sich eine erste Gruppe von 346 vertriebenen Waldensern in Deutschland ein. Zwei Jahre vergeblicher Suche von Siedlungsraum bei Erlangen und ein erfolgloses Gesuch in Ysenburg-Büdingen zwangen die Gruppe „…mit einer militärischen Aktion, unter Führung ihres Pfarrers Henri Arnaud … zu einer „glorreiche Rückkehr“ in die Heimat 1689“. Doch schon 9 Jahre später, am 1. Juli 1698 erließ Viktor Amadeus II., Herzog von Savoyen, einen neuen Vertreibungsakt gegen seine Hugenotten. Dieser zwang die in den Ortschaften Mentoulles, Fenestrelle und Usseaux, im Chisone-Tal, lebenden Protestanten zum Exodus. 69 Familien, bestehend aus 348 Personen erreichten, über Genf und Basel kommend, als Zwischenetappe Nauheim und Ginsheim bei Darmstadt.
Durch Vermittlung des Holländers Pieter Valckenier wurde Kontakt zu Graf Ferdinand Maximilian I. zu Ysenburg-Büdingen in Wächtersbach aufgenommen. Dieser lud die Glaubensflüchtlinge in seine Grafschaft ein. Am 21. August 1699 wurde ein Siedlungsvertrag unterzeichnet, der in zwei Sprachen abgefasst war. In 29 Punkten wurden Rechte und Pflichten der neuen Siedler festgelegt. Dazu gehörten: 10 Jahre Steuerfreiheit, „freies Holz und Steine aus dem Büdinger Wald, Beholzungs- und Weiderecht daselbst, Schlacht- und Braurecht,…“ und Anderes mehr.
Auf der Spielberger Platte, zwischen den Ortschaften Wittgenborn und Leisenwald war eine Siedlungsfläche für die Flüchtlinge bestimmt worden. Jeder Familie wurde unter anderem „25 Arpent Boden“, entsprechend etwa 8,5 ha zugesagt. Zu den Formalien der Einbürgerung gehörte auch, wie zu dieser Zeit üblich, dass die neuen Bürger dem Grafen Ferdinand Maximilian I. den Treueeid schwören mussten.

#### Aufbau und Entwicklung von Waldensberg
Ein Überbrückungsquartier fanden die Flüchtlinge zunächst in den Nachbarorten Leisenwald, Spielberg, Wittgenborn und Wolferborn. Der mit dem Grafen ausgehandelte Vertrag wurde nur schleppend umgesetzt, die Gegend war unwirtlich und windig, Wasserquellen fehlten in der Nähe, die ortsnahen, kleinen Teiche waren nur als Viehtränken geeignet, das Trinkwasser dagegen „… musste aus dem eine Viertelstunde entfernten Bubenborn geholt werden“. Eine weitere Schwierigkeit war auch, dass … die Zugezogenen, die eine fremde Sprache (Nordokzitanisch) sprachen, … von der einheimischen Bevölkerung nicht immer akzeptiert … wurden. Hinzu kam, dass die Neusiedler eher Handwerker waren, die landwirtschaftliche Tätigkeit daher erst erlernen mussten. Dadurch entmutigt, zogen etwa 200 der ursprünglich angekommenen Flüchtlinge am 14. Juni 1700 nach Württemberg weiter. Dort gründeten sie einen Ort, das heutige Nordhausen.
Für die am neuen Ort Verbliebenen entwickelten sich die Dinge nur langsam. Zunächst wurde noch eine sehr hohe Sterblichkeit verzeichnet (1699 waren es 23 von 330 Personen, 1700 noch 10 Personen). 1701 wird der erste Friedhof in Waldensberg erwähnt. Zunächst waren die Siedler in 44 barackenähnlichen Hütten untergebracht. Die Planung fester Behausungen datiert auf 1702. Darin wurde jeder Familie für das Domizil 625 m² zugestanden. 1715 waren 36 Gebäude errichtet. 1739 konnte die Kirche eingeweiht werden. Die Neubürger, die früher Hanf-, Woll- und Leinenkämmer waren, engagierten sich zunächst als Saisonarbeiter in der Wetterau. Eine Wende kam 1710 mit dem Eintreffen des Hugenotten Verjac im Dorf. Er gründete, gemeinsam mit Etienne Névache, eine Strumpfwirkerei. Diese Neuerung fand Interesse und Zustimmung bei vielen im Dorf, sodass schon bald die Hälfte der Neubürger in diesem Gewerbe tätig war.
Bis zum Beginn des 19. Jahrhunderts sprach man in Waldensberg Okzitanisch, eine früher im Süden Frankreichs gesprochene, dem Französischen ähnliche Sprache. Ab 1813 wurde die Amtssprache und der Schulunterricht von der Französischen auf die deutsche Sprache umgestellt. Dies geschah auch im kirchlichen Bereich. Der letzte französische Geistliche war Pierre Mulot, er wirkte bis 1800 in der Gemeinde.

### Zerstörung des Dorfes am 2.April 1945
Am 2. April 1945, als das Ende des Zweiten Weltkrieges längst absehbar war, lieferten sich um Waldensberg amerikanische Einheiten und Einheiten der Waffen-SS, der 6. SS-Gebirgs-Division „Nord“, unter SS-Gruppenführer Karl Brenner schwere Kämpfe, bei denen zwei Drittel des Dorfes zerstört wurden. Am 1. April (Erster Osterfeiertag) hatte die SS-Division den Raum Altenstadt erreicht. Dort wurde sie in schweren Kämpfen in den Erbstädter Wald abgedrängt. Am 2./3. April wurden die Reste der Division nach heftigen Kämpfen im Büdinger Wald südwestlich von Wittgenborn in einer Zangenbewegung von amerikanischen Infanterie- und Panzereinheiten zerschlagen. Die Kämpfe fanden in den Dörfern Leisenwald und Waldensberg, sowie auf dem Weiherhof statt, die stundenlang unter Artillerie-Feuer lagen. Bei den Kämpfen fielen über 400 US-Soldaten, 140 SS-Leute und mehr als ein Dutzend Dorfbewohner.
Die wiedererbaute Kirche konnte zum 250. Jubiläum der Gemeinde 1949 eingeweiht werden.

### Braunkohle bei Waldensberg
In mehreren Etappen wurde ab 1907 im nahen Wittgenborn Braunkohleabbau betrieben. Die letzte Abbauphase endete 1949. Eine erneute Nachfrage nach Braunkohle, infolge der Koreakrise, führte am 20. November 1950 zur Wiederaufnahme der Förderung in der zuletzt aktiven Grube „Maria“ in Wittgenborn, mit 16 Bergleuten. Die vorhersehbare Erschöpfung des Kohlefeldes löste den Aufschluss zweier weiterer Kohlefelder nahe bei Waldensberg aus. Hier begann im Oktober 1951 die Kohleförderung auf dem Grubenfeld „Ida-Elisabeth“. Bereits nach eineinhalb Jahren, am 31. März 1953 schloss in Wittgenborn die Grube „Maria“ endgültig. Der Stolleneingang wurde eingeebnet. Bei Waldensberg wurde noch weitere zwei Jahre, bis zum März 1955 Kohle gefördert. Dann „erlag die Grube „Ida-Elisabeth“ bei Waldensberg dem gleichen Schicksal“. Der letzte Betriebsleiter, der Oberschlesier Georg Ochmann hatte bereits 1947 die Leitung von Wilhelm Wagner übernommen gehabt.

### Hessische Gebietsreform 1971
Im Zuge der Gebietsreform wurde zum 1. März 1971, die bis dahin selbständige Gemeinde Waldensberg, gemeinsam mit der Gemeinde Leisenwald auf freiwilliger Basis als Stadtteil in die Stadt Wächtersbach eingemeindet. Für alle Stadtteile wurde je ein Ortsbezirk mit Ortsbeirat und Ortsvorsteher nach der Hessischen Gemeindeordnung eingerichtet.

## Bevölkerung

### Einwohnerstruktur 2011
Nach den Erhebungen des Zensus 2011 lebten am Stichtag dem 9. Mai 2011 in Waldensberg 429 Einwohner. Darunter waren 12 (2,8 %) Ausländer.
Nach dem Lebensalter waren 63 Einwohner unter 18 Jahren, 189 zwischen 18 und 49, 114 zwischen 50 und 64 und 60 Einwohner waren älter. Die Einwohner lebten in 183 Haushalten. Davon waren 48 Singlehaushalte, 60 Paare ohne Kinder und 60 Paare mit Kindern, sowie 9 Alleinerziehende und 3 Wohngemeinschaften. In 36 Haushalten lebten ausschließlich Senioren und in 132 Haushaltungen lebten keine Senioren.

### Einwohnerentwicklung
- 1700: 28 Familien und 4 Einzelne[1]

| Waldensberg: Einwohnerzahlen von 1834 bis 2021 | Waldensberg: Einwohnerzahlen von 1834 bis 2021 | Waldensberg: Einwohnerzahlen von 1834 bis 2021 | Waldensberg: Einwohnerzahlen von 1834 bis 2021 | Waldensberg: Einwohnerzahlen von 1834 bis 2021 |
| --- | ---------------------------------------------- | ---------------------------------------------- | ---------------------------------------------- | ---------------------------------------------- |
| Jahr |                                                |                                                |                                                | Einwohner                                      |
| 1834 | 1834                                           |                                                | 368                                            | 368                                            |
| 1840 | 1840                                           |                                                | 379                                            | 379                                            |
| 1846 | 1846                                           |                                                | 409                                            | 409                                            |
| 1852 | 1852                                           |                                                | 425                                            | 425                                            |
| 1858 | 1858                                           |                                                | 436                                            | 436                                            |
| 1864 | 1864                                           |                                                | 443                                            | 443                                            |
| 1871 | 1871                                           |                                                | 331                                            | 331                                            |
| 1875 | 1875                                           |                                                | 415                                            | 415                                            |
| 1885 | 1885                                           |                                                | 387                                            | 387                                            |
| 1895 | 1895                                           |                                                | 436                                            | 436                                            |
| 1905 | 1905                                           |                                                | 380                                            | 380                                            |
| 1910 | 1910                                           |                                                | 421                                            | 421                                            |
| 1925 | 1925                                           |                                                | 390                                            | 390                                            |
| 1939 | 1939                                           |                                                | 420                                            | 420                                            |
| 1946 | 1946                                           |                                                | 403                                            | 403                                            |
| 1950 | 1950                                           |                                                | 457                                            | 457                                            |
| 1956 | 1956                                           |                                                | 423                                            | 423                                            |
| 1961 | 1961                                           |                                                | 420                                            | 420                                            |
| 1967 | 1967                                           |                                                | 425                                            | 425                                            |
| 1970 | 1970                                           |                                                | 428                                            | 428                                            |
| 1980 | 1980                                           |                                                | ?                                              | ?                                              |
| 1990 | 1990                                           |                                                | ?                                              | ?                                              |
| 2000 | 2000                                           |                                                | ?                                              | ?                                              |
| 2011 | 2011                                           |                                                | 429                                            | 429                                            |
| 2021 | 2021                                           |                                                | 417                                            | 417                                            |
| Datenquelle: Historisches Gemeindeverzeichnis für Hessen: Die Bevölkerung der Gemeinden 1834 bis 1967. Wiesbaden: Hessisches Statistisches Landesamt, 1968. Weitere Quellen: ; Zensus 2011; Stadt Wächtersbach |                                                |                                                |                                                |                                                |

### Historische Religionszugehörigkeit
| • 1885: | 345 evangelische (= 98,85 %), vier katholische (= 1,15 %) Einwohner |
| • 1961: | 396 evangelische (= 94,29 %), 22 katholische (= 5,24 %) Einwohner   |

## Politik

### Ortsbeirat
Für Waldensberg besteht ein Ortsbezirk nach der Hessischen Gemeindeordnung.
Der Ortsbeirat besteht aus fünf Mitgliedern. Ortsvorsteherin ist Anja Piston-Euler.

### Städtepartnerschaft
Die Städtepartnerschaft zwischen der Stadt Wächtersbach und Bobbio Pellice (Italien), entstand vor dem Hintergrund der Herkunft der Waldensberger aus dem Piemont. Die heutige piemontesische Gemeinde Bobbio Pellice liegt in einem Paralleltal zum Chisone-Tal, der Herkunftsregion der Waldensberger Einwanderer. Auch Bobbio Pellice hat eine waldensische Tradition.

## Kultur und Sehenswürdigkeiten

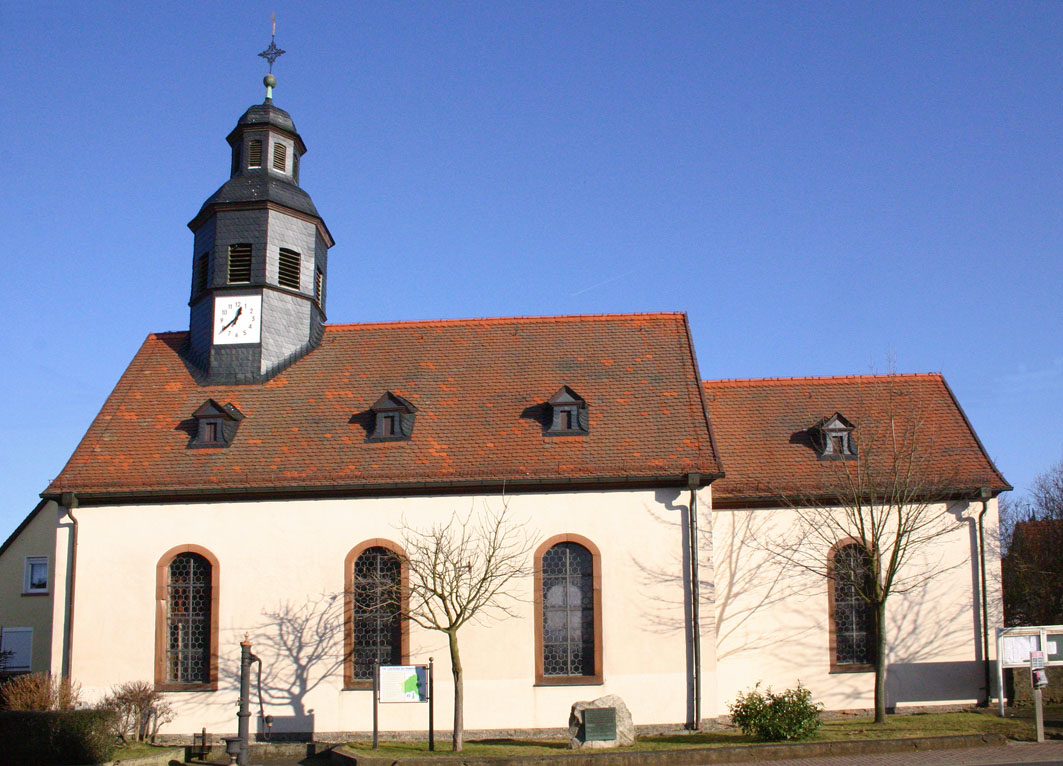
Die Kirche in Waldensberg

### Kirchengemeinden

#### Evangelisch
Im Jahr 2016 fusionierte die evangelische Kirchengemeinde Waldensberg mit der Kirchengemeinde Spielberg, zu der bereits auch Streitberg und Leisenwald gehörten, zur neuen evangelischen Kirchengemeinde Spielberg-Waldensberg. Seither besteht die Kirchengemeinde aus den vier Orten Leisenwald, Spielberg, Streitberg und Waldensberg. Das Pfarrhaus befindet sich in Spielberg. Es gibt jeweils eine Kirche in Spielberg und in Waldensberg.

#### Katholisch
Für die geistliche Betreuung der katholischen Bevölkerung der Gemeinde ist die Pfarrei Mariä Himmelfahrt in Wächtersbach zuständig. Seit 1959 entstand mit der neu gebauten Herz-Jesu-Kirche in Schlierbach eine zweite katholische Kirche in der Region. Im Jahr 2006 wurde Brachttal insgesamt dem Pastoralverbund St. Jakobus Vogelsberg-Spessart eingegliedert. Zu ihm gehören die Pfarreien: St. Peter Paul in Wirtheim, Mariä Himmelfahrt in Wächtersbach mit Herz-Jesu in Schlierbach, Mariae Heimsuchung in Birstein und Mariae Geburt in Bieber.

### Bildung

#### Kindergärten und Hort
Im benachbarten Stadtteil Leisenwald befindet sich die Kita Gänseblümchen und ein Hort für die Klassen 1 bis 4, im Stadtteil Wittgenborn die Kita Schatzinsel, mit einer Kapazität von 99 Kindern.

#### Schule

##### Grundschule
In Waldensberg gab es eine Einklassenschule. Die 1961 erfolgte Einrichtung einer großen Schule in Schlierbach und in den Folgejahren deren Ausbau zu einer überörtlichen, zentralen Grundschule. Sie bot Raum und Ersatz für die Einklassenschulen von zwei der drei Wächtersbacher Ortsteile auf der Spielberger Platte: Waldensberg und Leisenwald. Später kam auch noch Wittgenborn hinzu. Eine verkehrsmäßige Anbindung an Schlierbach ist mit Bussen gewährleistet.

##### Weiterführende Schulen
- Die kooperative Gesamtschule, die Friedrich-August-Genth-Schule im Schulzentrum Wächtersbach Innenstadt ist die weiterführende Schule für alle Teile der Stadt. Wittgenborn ist, wie alle anderen Ortsteile, mit Buslinien an das Schulzentrum der Innenstadt angebunden.
- In Salmünster befindet sich mit der Henry-Harnischfeger-Schule sowohl eine Grundschule als auch eine integrierte Gesamtschule.
- Für den gymnasialen Abschluss steht das Grimmelshausen-Gymnasium Gelnhausen zur Verfügung.

### Kulturpflege, Traditionen
Die französische Tradition des Ortes und seiner Bevölkerung zeigt sich bis heute an vielen Stellen des Dorfes. Es sind nicht nur die drei Straßen mit französischen Namen: „Bonnetstrasse“, „Arnouldstrasse“ und „Rougeweg“, die ins Auge fallen. Französische Namen finden sich auch auf dem Friedhof mit: Joffroy, Talmon, Barandier, Piston, … Direkt an der Waldensberger Kirche ist ein Denkmal zu sehen, das an die Vertreibung der Waldenser erinnert. Es wurde 2007 beim „Dämmerschoppen“ der GNZ (Gelnhäuser Neuen Zeitung) gewonnen und von Pia Bopp (einer in Waldensberg lebenden Mediengestalterin) entworfen. Ein waldensisches Symbol, mit einer Taube unter dem Kreuz, finden sich auch in der Kirche. Der Waldenserverein Waldensberg e. V. hat sich der Pflege der Erinnerung an die eigene Vergangenheit verpflichtet.

### Theatergruppe
Seit 1960 gibt es in Waldensberg eine Laienspielgruppe. Sie übt, auch mit Kindern und Jugendlichen, Theaterstücke und Musicals ein, die gewöhnlich im Dorfgemeinschaftshaus zur Aufführung kommen. Man erinnert sich an eine Reihe von gelungenen Inszenierungen dieser Truppe:
- 2010 „Heulalia und das große Lachen“, ein Märchen
- 2011 „Bella Italia“
- 2012 „Trouble im Alten Hof“ und „Geisterstunde auf Schloss Balmor“
- 2014 „Ophelia und die Schublade vom verlorenen Glück“
- 2015 „Lausbub mit Herz“
- 2018 „Wenn Engel singen“
- 2019 „Bankraub mit Rollator“ und „Die vier Geister und der verlorene Schlüssel“

Die Laienspieler Waldensberg e. V. spielen auch im sonstigen Dorfleben eine aktive Rolle. Tradition ist bereits ihr Sommerfest.

### Vereine
- Freiwillige Feuerwehr Waldensberg
- TSV Waldensberg e. V.
- Waldenserverein Waldensberg e. V.
- Wanderfreunde Waldensberg von 1984[19]

Neben den örtlichen Vereinen in Waldensberg, gibt es eine Reihe von gesamt-gemeindlichen Vereinen in Wächtersbach.

## Wirtschaft und Infrastruktur

### Wirtschaftliche Tätigkeit
Waldensberg ist überwiegend landwirtschaftlich geprägt. Eine große Rolle spielt daneben der Arbeitnehmer-Pendelverkehr in die wirtschaftlichen Zentren im Rhein-Main-Gebiet.

### Verkehrsanbindung

#### Straße
Der Ort ist über Brachttal und Wächtersbach an die in den Vogelsberg und den Spessart führende Bundesstraße 276 angebunden. Bei Wächtersbach besteht auch eine Anknüpfung an die Autobahn 66 nach Frankfurt und Fulda.

#### Bahn
Der nächste barrierefreie Bahnhof ist der Bahnhof Wächtersbach an der Kinzigtalbahn Fulda-Hanau. Die hier verkehrende Regionalbahn Wächtersbach–Frankfurt verkehrt im Stundentakt.

#### Radwege
Waldensberg hat im Kinzigtal Anschluss an den Hessischen Radfernweg R3, dem Rhein-Main-Kinzig-Radweg, der quer durch Hessen, von Rüdesheim über Eltville (mit 2 Varianten), weiter über Frankfurt und Gelnhausen nach Fulda führt.

#### Nahverkehr
Mit der Buslinie – MKK-73, Wächtersbach – Spielberger Platte ist die Region mit den Gemeinden in Kinzig- und Brachttal verbunden.

### Dorfgemeinschaftshaus
Waldensberg verfügt über ein Dorfgemeinschaftshaus. Neben der kommunalen Nutzung kann die Einrichtungen auch für private Veranstaltungen aller Art, Familienfeiern, Präsentationen, Seminare und Ähnliches gebucht werden.

### Freiwillige Feuerwehr
Die Freiwillige Feuerwehr Waldensberg hat im Ort einen eigenen Stützpunkt. Gegründet wurde sie im Jahr 1932. 40 Jahre später, 1972 kam eine Jugendfeuerwehr hinzu. Mehrmalig im Jahr finden gemeinsame Übungen mit den Feuerwehren von Wächtersbach, Aufenau, Wittgenborn und Leisenwald statt.

### Hausarztpraxis und Notarzt
Seit Januar 2022 ist in Wittgenborn auch eine Praxis für Allgemeinmedizin ansässig. Damit sind auch die beiden anderen, auf der Spielberger Platte liegenden Ortsteile Waldensberg und Leisenwald medizinisch mitversorgt.

## Freizeit und Sport

### Wandern
Waldensberg liegt am 11 km langen Wächtersbacher Kulturwanderweg, Route 2. Der gut ausgezeichnete Weg bietet eine Fülle kulturhistorisch bedeutsamen Punkten, beeindruckt aber ebenso durch seine Natürlichkeit: Angelteiche, alte Handelsstraße, Backhaus, Kirche, Fürstengräber und Anderes sind zu bestaunen.

### Naturdenkmäler
- Eiche am Großen Weiher mit einem Brusthöhenumfang von 7,50 m (2014)[24].

## Persönlichkeiten
Mit Waldensberg verbundene Persönlichkeiten

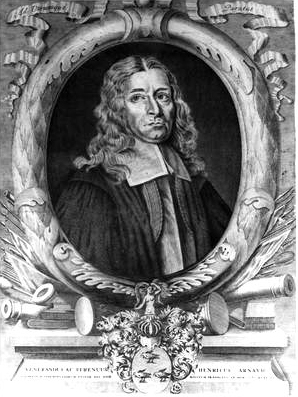
Henri Arnaud (1643-1721)

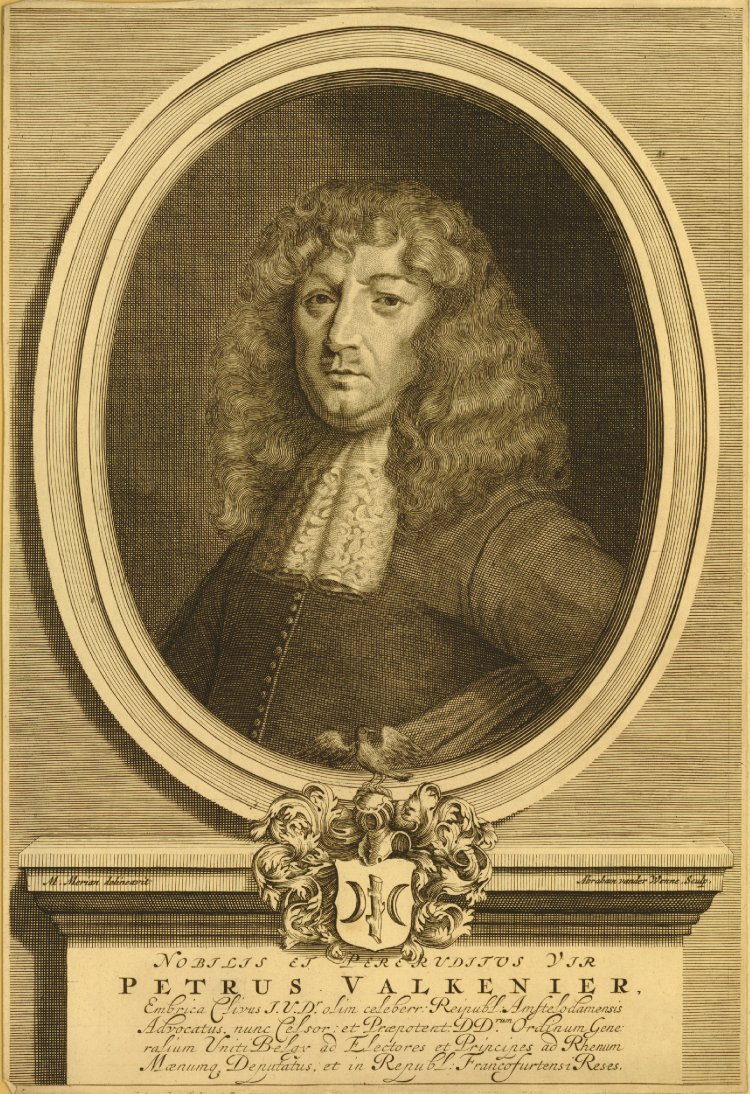
Pieter Valckenier (1641-1712)

- Henri Arnaud (1643 Embrun, Frankreich – 1721 Schönenberg), Pfarrer, war einer der geistlichen Führer der Piemontesischen Hugenotten, von denen viele in Waldensberg sesshaft wurden (siehe Geschichte). Ihm zu Ehren wurde eine Straße in Waldensberg gewidmet.
- Pieter Valckenier (1641 (Emmerich)-1712 (Den Haag)) war ein niederländischer Jurist, Politiker und Diplomat. Er vermittelte in den Jahren 1698 bis 1699 mit Graf Ferdinand Maximilian I. die Aufnahme von vertriebenen savoyischen Waldensern in Waldensberg, aber auch in Hessen und Württemberg.
- Ferdinand Maximilian zu Isenburg und Büdingen in Wächtersbach (1661–1703), Sohn von Johann Ernst I. von Isenburg-Büdingen und erster Graf der Wächtersbacher Linie der Isenburger, lud Piemontesische Glaubensflüchtlinge (Waldenser) in seine Grafschaft ein und siedelte sie auf der Spielberger Platte an. Damit wurde er zum Gründer des Dorfes Waldensberg, das nach den waldensischen Siedlern benannt wurde.
- Verjac und Étienne Névache schufen um 1710, durch die Gründung einer Strumpfwirkerei, eine tragende Lebensgrundlage für viele Waldensberger Neusiedler.